# Tulkarm
Tulkarm (arab. طولكرم, Ṭūlkarm; hebr. טול כרם; ang. Tulkarem) – miasto położone w muhafazie Tulkarm w Autonomii Palestyńskiej.

## Położenie
Miasto jest położone w zachodniej części Samarii, w otoczeniu miast Kafr al-Labad, Anabta, Bala i Dajr al-Ghusun, wiosek Farun, Izbat Szufa i Iktaba, oraz osiedla żydowskiego Awne Chefec. Na północ, zachód i południe od miasta przebiega mur bezpieczeństwa oddzielający Izrael od Autonomii Palestyńskiej. Po stronie izraelskiej znajduje się miasto At-Tajjiba, miasteczko Zemer, moszawy Sza’ar Efrajim, Niccane Oz i Be’erotajim, kibuce Jad Channa i Bachan, oraz wioska Bat Chefer.

## Demografia
Według danych Palestyńskiego Centrum Danych Statystycznych, w 2007 w mieście żyło 46 288 mieszkańców.

## Historia

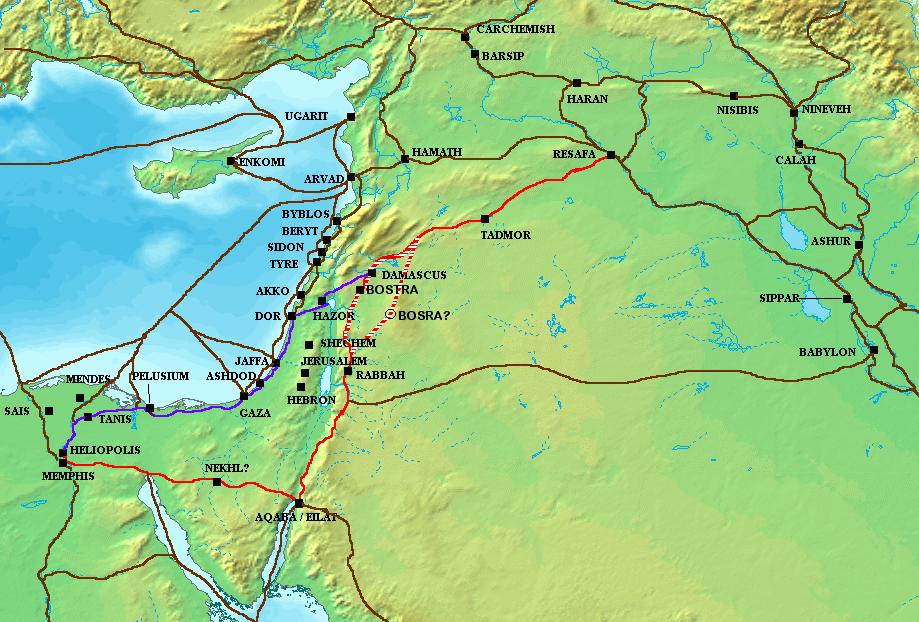
Starożytny szlak handlowy Via Maris, prowadzący z Afryki Północnej przez Tulkarm do krajów Lewantu na północy

Początki miasta sięgają co najmniej III wieku p.n.e. Początkowo nazywało się ono Berat Soreka, ale kilka wieków później zmieniono je na Tur Karma. Miasto znajdowało się na skrzyżowaniu trzech ważnych szlaków handlowych wchodzących w skład historycznego szlaku Via Maris łączącym Afrykę Północną z krajami Lewantu na północy. Jedna droga biegła z rejonu dzisiejszego Latrun na północ w kierunku Galilei. Druga droga wiła się dolinami Samarii w kierunku Doliny Jezreel. Trzecia droga prowadziła z równiny nadmorskiej na wschód do miasta Nablus.
W czasach panowania arabskiego miasto nazwano Tulkarm. Przez długie wieki Tulkarm pozostawało jednak zapomniane i zacofane gospodarczo.
Pewne ożywienie nastąpiło dopiero po 1900, kiedy to wybudowano tutaj odnogę linii kolejowej Hejaz, która łączyła Damaszek z Medyną. Odnoga przebiegająca przez Tulkarm łączyła główną linię kolejową z miastem Hajfą. Powstanie stacji kolejowej spowodowało niewielkie ożywienie gospodarcze okolicy, w której uprawiano wówczas oliwki, winogrona, figi, migdały, morele i jabłka.
29 listopada 1947 roku Zgromadzenie Ogólne Organizacji Narodów Zjednoczonych przyjęło rezolucję nr 181 w sprawie podziału Palestyny na dwa państwa: żydowskie i arabskie. Tutejsze tereny miały znajdować się w państwie arabskie i w wyniku wojny o niepodległość w 1948 znalazły się pod okupacją Jordanii.
W 1950 w mieście utworzono obóz uchodźców palestyńskich Tulkarm, a w 1952 drugi obóz uchodźców Nur Szams.
Podczas wojny sześciodniowej w 1967 ziemie te zajęły wojska izraelskie. Po zawarciu w 1994 porozumień z Oslo Tulkarm znalazło się w Autonomii Palestyńskiej w obszarze o statusie „A” (są to tereny pozostające pod kontrolą palestyńską). Całkowite przekazanie tych ziem administracji palestyńskiej odbyło się w 22 marca 2005.
W styczniu 2002 Izraelczycy rozpoczęli budowę muru bezpieczeństwa, którego budowę ukończono w 2003.

### Etymologia nazwy
Nazwa miasta wywodzi się od arabskiego słowa „Kerem”, oznaczającego „Winnicę”. Nazwa Tulkarm oznacza „Góra Winnic”.
Słowo „Kerem” występuje zarówno w języku arabskim i hebrajskim - wywodzi się z Księgi Jeremiasza 31:5

Jeszcze będziesz sadziła winnice na górach Samaryjskich; a szczepiący szczepić będą i jeść będą.

## Kultura
Tulkarm posiada trzy prywatne stacje telewizyjne Al-Salam, Al-Fajir i Al-Bilad.

## Edukacja
W mieście znajduje się dwuletni college Khodori Institute oraz cztery szkoły średnie.

## Gospodarka
Gospodarka miasta opiera się na rolnictwie, sadownictwie i hodowli owiec. Tutejsi rolnicy uprawiają owoce cytrusowe, melony, oliwki, olej z oliwek, pomidory, ziemniaki, sezam, orzeszki ziemne i inne.

## Komunikacja
Na zachód od miasta przebiega autostrada nr 6, brak jednak możliwości bezpośredniego wjazdu na nią. Przez miasto przebiega droga nr 574, którą jadąc na południe dojeżdża się do wioski Izbat Szufa, lub jadąc na północny wschód dojeżdża się do wioski Al-Dżaruszija. Lokalna droga prowadzi na wschód do wioski Iktaba.